# Christel und Eckhard Wehage

Eine An-24 der Interflug auf einer Briefmarke der DDR

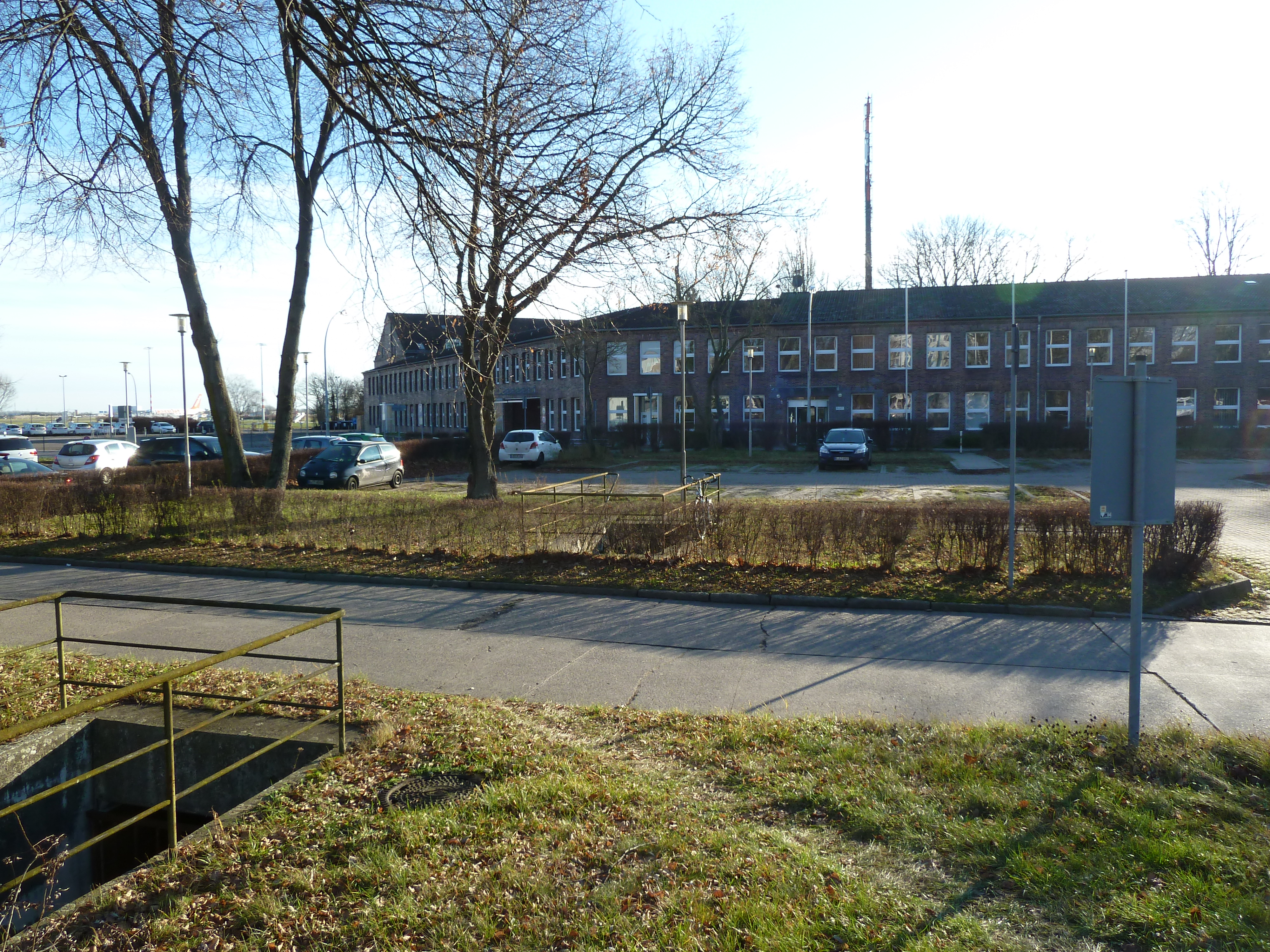
Ehemaliges Mitropa Flughafen Schönefeld Hotel, wo die Wehages ihre letzte Nacht vor ihrem Tod verbrachten (Foto 2017)

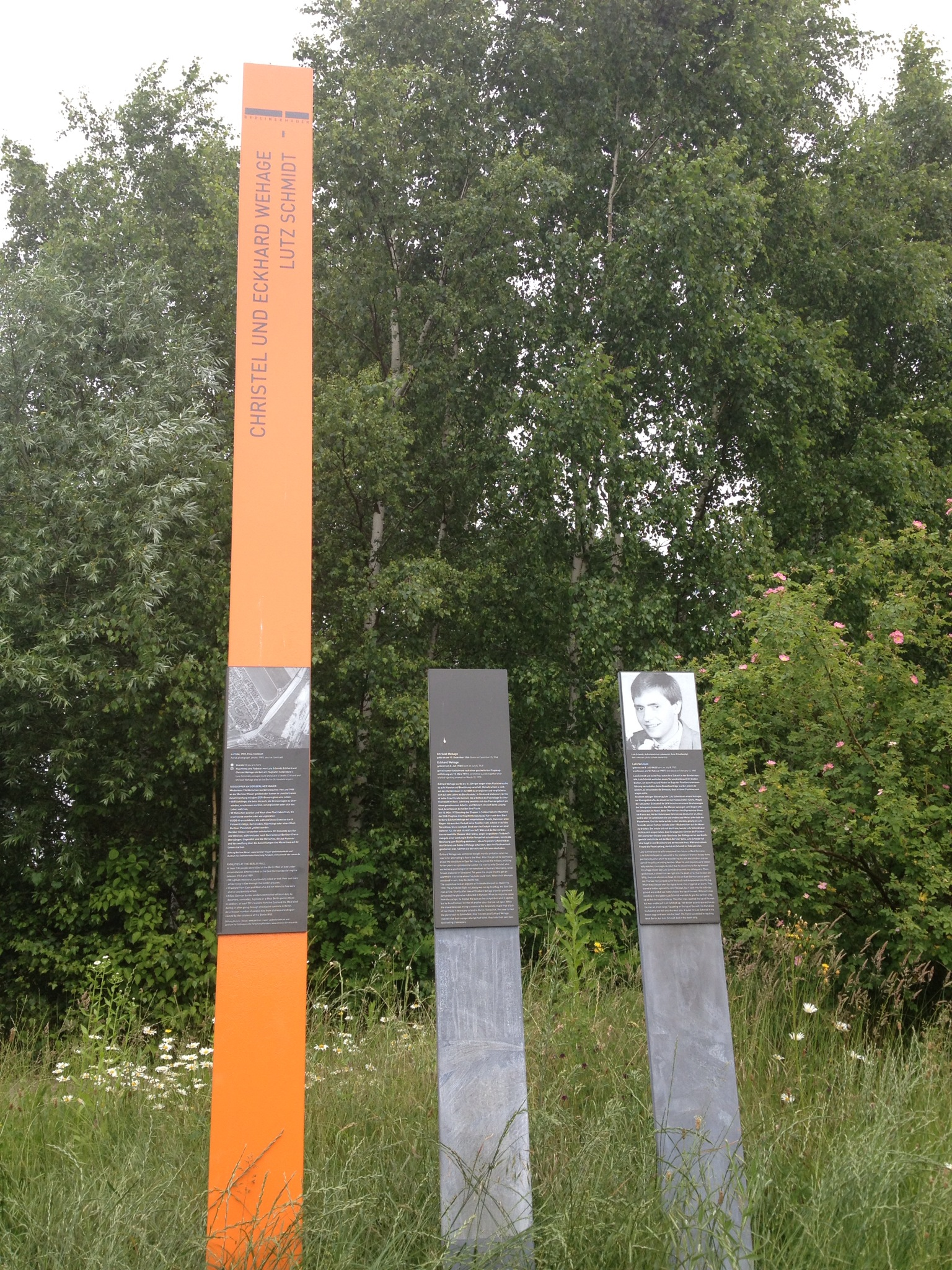
Gedenkstele für das Ehepaar Wehage und Lutz Schmidt am Berliner Mauerweg in Altglienicke

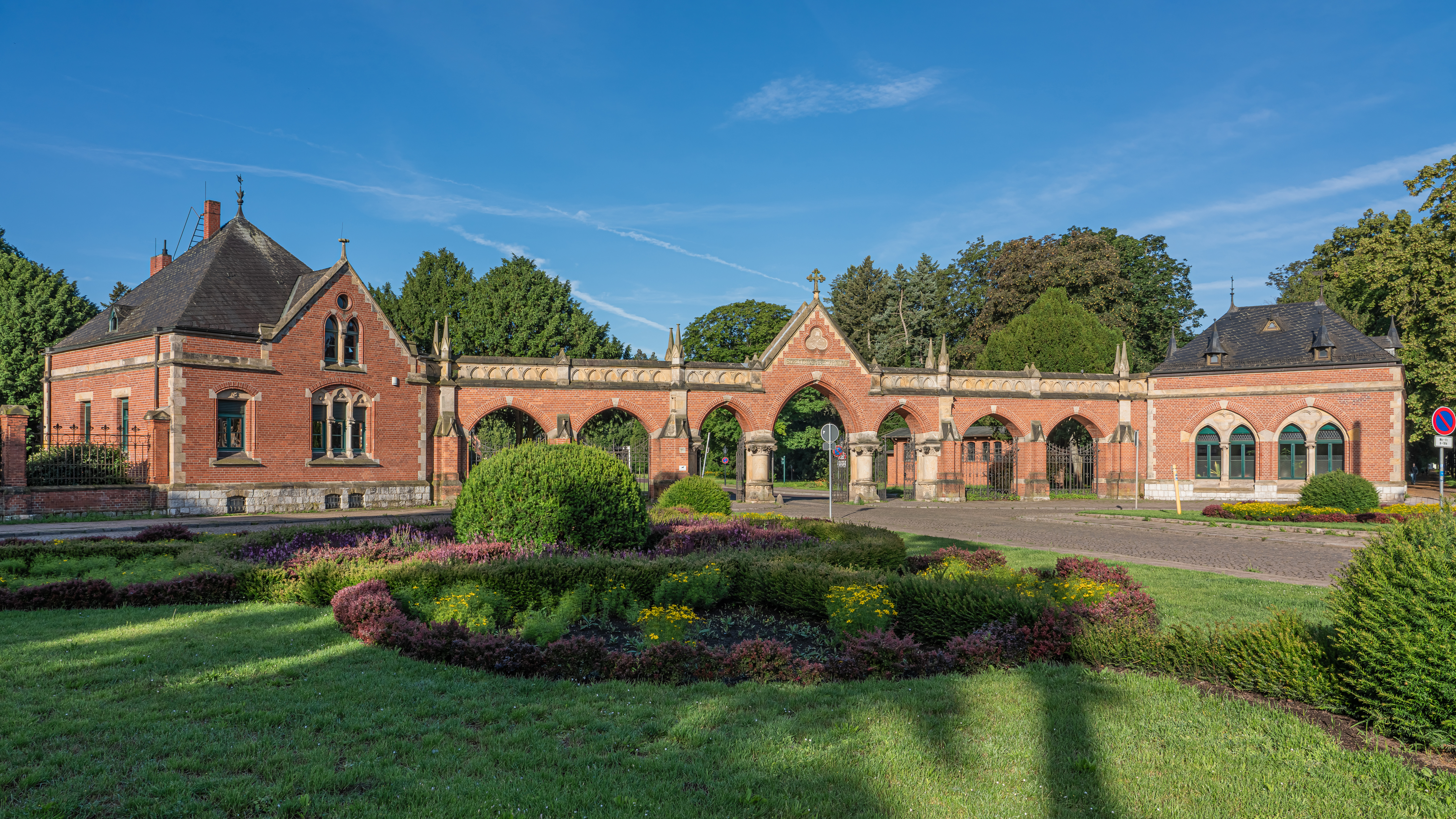
Haupteingang zum Westfriedhof in Magdeburg, wo das Ehepaar Wehage begraben ist.

Das Ehepaar Eckhard und Christel Wehage (Eckhard Wehage: * 8. Juli 1948 in Berßel, Harz, Sachsen-Anhalt; Christel Wehage: * 15. Dezember 1946 in Wolmirstedt, Börde, Sachsen-Anhalt; beide: † 10. März 1970 in Schönefeld) starb nach einem gescheiterten Versuch, durch die Entführung eines Verkehrsflugzeugs der Interflug aus der DDR zu flüchten, durch Suizid.

## Leben
Das junge Ehepaar lebte an unterschiedlichen Orten in der DDR. Als Angehöriger der Volksmarine war Eckhard Wehage in Peenemünde stationiert. Seine Frau arbeitete als Physiotherapeutin in der Nähe von Magdeburg. Nachdem sie 1970 nicht mehr mit einer zeitnahen Zuteilung einer gemeinsamen Wohnung rechneten, beschlossen sie, aus der DDR zu flüchten. Eckhard Wehage hatte schon sieben Jahre zuvor versucht zu flüchten. Das Vorhaben scheiterte und er wurde zu einer achtmonatigen Freiheitsstrafe verurteilt.

## Fluchtversuch
Als Soldat der Volksmarine war es für Eckhard Wehage möglich, aus einer Waffenkammer unbemerkt zwei Pistolen des Typs Makarow zu entwenden, die aufgrund ihrer kompakten Größe leicht zu verbergen waren. Das Ehepaar Wehage begab sich am 10. März 1970 zum Flughafen Berlin-Schönefeld. Da die Passagiere und das Gepäck auf Inlandsflügen weniger streng kontrolliert wurden, wählten sie für die Entführung eine Antonow An-24 aus, die um 8 Uhr zum Flughafen Leipzig starten sollte. Es gelang ihnen, die beiden Schusswaffen im Handgepäck durch die Kontrollen bis ins Flugzeug zu schmuggeln. An Bord waren neben der Crew noch 15 weitere Passagiere. Kurze Zeit nach dem Start bedrohte das Ehepaar eine Stewardess und versuchte mit vorgehaltenen Waffen eine Landung auf dem Flughafen Hannover durchsetzen. Die Piloten schlossen sich im Cockpit ein und alarmierten die Sicherheitsbehörden. Unter dem Vorwand des Treibstoffmangels gaben die Piloten an, zum Flughafen Berlin-Tempelhof auszuweichen, drehten ab, änderten den Kurs aber ohne Wissen der Entführer zur Rückkehr nach Schönefeld. Als diese das Täuschungsmanöver bemerkten, schossen sie mehrmals auf die Tür des Cockpits, die dem Beschuss aber standhielt und sich nicht öffnen ließ. Dabei verletzten sie den Piloten mit einem Streifschuss am Ohr. Nach der Landung nahmen sich Eckhard und Christel Wehage aufgrund der ausweglosen Situation das Leben.

## Beerdigung
Ihre Leichen wurden in Ost-Berlin eingeäschert. Später wurde ihre Asche zunächst auf dem Neustädter Friedhof in Magdeburg in Gegenwart ihrer engsten Familien beerdigt. Siebzehn Jahre später, am 26. August 1987, wurden ihren Aschen in der Urnengemeinschaftsanlage am Westfriedhof, ebenfalls in Magdeburg, umgebettet; Es ist nicht bekannt, wer die Wiederbestattung arrangiert und durchgeführt hat.

## Nachwirkung
Das Ministerium für Staatssicherheit erfand einen Verkehrsunfall als Todesursache. Am 11. März berichtete die Presse der DDR von einem Terroranschlag am Flughafen Schönefeld. 
Neben der Flugzeugentführung durch das Ehepaar Wehage gab es noch drei weitere Versuche, die DDR mittels eines entführten Flugzeugs zu verlassen.